# 라스 베가스 (텔레노벨라)
《라스 베가스》(스페인어: Las Vega's)는 2010년 방영된 칠레의 텔레노벨라이다.